# Ardley (Alberta)
Pour les articles homonymes, voir Ardley.
Ardley est un hameau (hamlet) du Comté de Red Deer, situé dans la province canadienne d'Alberta.